# Дейд (округ, Джорджія)
Шаблон:StateAbbr_ 34°51′ пн. ш. 85°30′ зх. д. / 34.85° пн. ш. 85.5° зх. д.
Округ  Дейд (англ. Dade County) — округ (графство) у штаті  Джорджія, США. Ідентифікатор округу 13083.

## Історія
Округ утворений 1837 року.

## Демографія
За даними перепису 
2000 року 
загальне населення округу становило 15154 осіб, зокрема міського населення було 3204, а сільського — 11950.
Серед мешканців округу чоловіків було 7421, а жінок — 7733. В окрузі було 5633 домогосподарства, 4264 родин, які мешкали в 6224 будинках.
Середній розмір родини становив 2,97.
Віковий розподіл населення поданий у таблиці:
| Стать    | До 15 років | 15-21 | 22-29 | 30-39 | 40-49 | 50-65 | 65-85 | Понад 85 |
| -------- | ----------- | ----- | ----- | ----- | ----- | ----- | ----- | -------- |
| Чоловіки | 1570        | 905   | 776   | 976   | 1159  | 1273  | 718   | 44       |
| Жінки    | 1399        | 1000  | 733   | 1041  | 1216  | 1286  | 946   | 112      |

## Суміжні округи
- Меріон, Теннессі — північ
- Гамільтон, Теннессі — північний схід
- Вокер — південний схід
- Декальб, Алабама — південний захід
- Джексон, Алабама — захід

## Виноски
1. ↑  U.S. Decennial Census. United States Census Bureau. Архів оригіналу за 26 квітня 2015. Процитовано 21 червня 2014.
2. ↑  Historical Census Browser. University of Virginia Library. Архів оригіналу за 16 серпня 2012. Процитовано 21 червня 2014.
3. ↑  Population of Counties by Decennial Census: 1900 to 1990. United States Census Bureau. Архів оригіналу за 2 лютого 2019. Процитовано 21 червня 2014.
4. ↑  Census 2000 PHC-T-4. Ranking Tables for Counties: 1990 and 2000 (PDF). United States Census Bureau. Архів оригіналу (PDF) за 18 грудня 2014. Процитовано 21 червня 2014.
5. ↑  State & County QuickFacts. United States Census Bureau. Процитовано 21 червня 2014.[недоступне посилання з 01.03.2018](англ.) Наведено за англійською вікіпедією.
6. ↑  American FactFinder. Бюро перепису населення США. Архів оригіналу за 21 травня 2008. Процитовано 31 січня 2008.

| США | Це незавершена стаття з географії США. Ви можете допомогти проєкту, виправивши або дописавши її. |